# جاتبونگ
جاتبونگ (به لاتین: Jatbong) یک کوه در کره جنوبی است که در یونگ وول واقع شده‌است. جاتبونگ ۵۳۷ متر بالاتر از سطح دریا واقع شده‌است.